# John Leslie Dowe
John Leslie Dowe est un botaniste australien, né en 1962, spécialisé dans les palmiers.

## Biographie
John Leslie Dowe est un botaniste australien.

## Noms publiés (sélection)
- Archontophoenix maxima Dowe (1994) Austrobaileya 4(2): 235.
- Balaka streptostachys D. Fuller & Dowe (1999) Palms 43(1): 10.
- Livistona decora ( W.Bull ) Dowe (2004) Austrobaileya 6 : 979.
- Calyptrocalyx hollrungii ( Becc. ) Dowe & MDFerrero (2001) Blumea 46(2): 226.

(Une liste complète peut être trouvée sur IPNI.)

## Publications (sélection)
- (en) Australian Palms: Biogeography, Ecology and Systematics, Collingwood, CSIRO Publishing, 2010 (ISBN 9780643096158, lire en ligne )[3].
- (en) « Charles Weldon (de Burgh) Birch (Count Zelling), an unassuming botanical and zoological collector in central and north-eastern Queensland », North Queensland Naturalist, no 46,‎ 2016, p. 16-46 (lire en ligne  [PDF]).
- (en) « Odoardo Beccari and Enrico d'Albertis in Australia and New Zealand, 1878 : botanical and zoological collections », Papers and Proceedings of the Royal Society of Tasmania, vol. 150, no 2,‎ 2016, p. 27-41 (lire en ligne  [PDF])
- (en) « Baron Ferdinand von Mueller, , the "Princeps of Australian Botany", and a Historical Account of his Australasian Palms », Palmes, no 61,‎ 2017.
- avec Sara Maroske : (en) « 'These Princely Plants': Ferdinand Mueller and the Naming of Australasian Palms », Historical Records of Australian Science, vol. 27, no 1,‎ 2016, p. 13-27 (présentation en ligne).
- (en) « 'Such Superfluity of Genera': Ferdinand Mueller's Criticism of Generic Limits in Wendland and Drude's 'Palmae Australasicae' of 1875 », Historical Records of Australian Science, vol. 29, no 2,‎ 2019, p. 82-90 (présentation en ligne).